# Хеген
Хеген (нем. Hägen) — община в Германии, в земле Шлезвиг-Гольштейн. 
Входит в состав района Дитмаршен. Подчиняется управлению КЛьГ Хеннштедт.  Население составляет 53 человека (на 31 декабря 2006 года). Занимает площадь 2,86 км².